# Annette Zurstraßen
Annette Zurstraßen (* 1956 als Annette Mehlan in Hannover; † 14. September 2006 in Köln) war eine deutsche Historikerin. Von 1990 bis 2006 war sie Geschäftsführerin des Altenberger Domvereins.

## Leben
Zurstraßen schloss ihr Studium 1986 an der Universität Passau mit einer Dissertation bei Egon Boshof zum Thema Die Passauer Bischöfe des 12. Jahrhunderts. Studien zu ihrer Klosterpolitik und zur Administration des Bistums (Vorarbeiten zu den Regesten der Passauer Bischöfe) ab. Von 1985 bis 1989 war sie am Passauer Lehrstuhl für mittelalterliche Geschichte als wissenschaftliche Mitarbeiterin bei dem von der DFG geförderten Projekt „Edition der Regesten und Urkunden der Bischöfe von Passau“ tätig.
Seit 1990 arbeitete sie im Kulturhaus Zanders als Geschäftsführerin des Altenberger-Dom-Vereins in Bergisch Gladbach. Ihren eigenen Worten zufolge empfand sie diese Aufgabe als „Traumjob“, den sie mit Begeisterung ausfüllte. Sie entwickelte für die Sammlung und die Bibliothek neue Perspektiven und machte durch diverse Ausstellungen und Aktionen, wie im Rahmen des Tages des offenen Denkmals, die breite Öffentlichkeit auf ihr Haus aufmerksam.
Unter ihrer Herausgeberschaft entstand eine Reihe von Publikationen, die die Bedeutung des Altenberger Domes als Klosterstiftskirche des Zisterzienserordens an der Dhünn zeigten und dem wissenschaftlichen Anspruch des Dom-Vereins sowie des Bergischen Geschichtsvereins Rechnung trugen, in dem Zurstraßen ebenfalls Mitglied war. Während ihrer Tätigkeit wurde der Altenberger Dom mit Landes- und Privatmitteln umfassend restauriert.
Annette Zurstraßen verstarb nach langer Krankheit und hinterließ eine Familie mit drei minderjährigen Kindern.

## Schriften
- Die Passauer Bischöfe des 12. Jahrhunderts. Studien zu ihrer Klosterpolitik und zur Administration des Bistums (Vorarbeiten zu den Regesten der Passauer Bischöfe). Rothe, Passau 1989, ISBN 3-927575-02-X (Dissertation Universität Passau 1986, 410 Seiten).
- Der Altenberger Dom. Geschichte und Kunst (= Großer Kunstführer, Band 118). Schnell & Steiner, München 1992, ISBN 3-7954-0484-3.
- mit Alexander Glaser (Fotos): Altenberg. Bildband. Altenberger Domverein, Altenberg 1996, DNB 949465194